# 羊里街道
羊里街道，原为羊里镇，是中华人民共和国山东省济南市莱芜区西北部下辖的一个乡镇级行政单位。地处鲁中平原，是一个古代文明与现代文明融汇一体的新型现代经济强镇。明《嘉靖莱芜县志》记载，西乡羊里保始建村在明朝之前。因此地为西晋名将羊祜之封地，故名羊里。也有学者认为“羊里”一词来源于“扬古礼”的谐音。境内春秋时为赢邑，秦时设赢县（今城子县村），经专家考证，其为秦始皇祖居地，是嬴秦文化发源地。羊里镇被誉为“伯翳封地，赢秦第一祖里”。
2020年8月，撤镇设街道，现区划代码为370116006。
羊里镇总面积75.66平方公里，辖53村，61287人（2017），2018年全镇工农业总产值430亿元，其中二、三产业占比达92%以上，经济发展在全区镇（街道）中名列前茅。

## 行政区划
羊里街道下辖以下地区：
羊里村、仓上村、北陈家庄村、北傅家庄村、雪嬴村、院上村、泉子沟村、孟家洼村、孙官庄村、陈王石村、营子村、仪封村、仪封洼子村、小增家庄村、大增家庄村、城子县村、朱家庄村、北三官庙村、王王石村、孙王石村、杨王前村、杨王后村、郭王石村、梁王石村、玄王石村、阎王石村、北留村、西留村、东留村、戴家庄村、南魏庄村、辛兴东南村、辛兴东北村、辛兴西南村、辛兴西北村、贾家洼村、辛庄子村、李家中荣村、郝家中荣村、王家中荣村、孟家中荣村、址坊村、西温石村、东温石村、红岭子村、东魏庄村、东土屋村、中土屋村、黑虎泉村、响水河村、西魏庄村和西土屋村。